# سبیل (تکاب)
سبیل روستایی از توابع بخش مرکزی شهرستان تکاب در استان آذربایجان غربی ایران است. این روستا در دهستان انصار قرار دارد.
براساس سرشماری مرکز آمار ایران در سال ۱۳۹۵، جمعیت این روستا برابر با ۵۵۰ نفر (۱۶۱ خانوار) بوده‌است. 